# Xue Cuilan
Xue Cuilan (薛翠蘭S, Xuē CuìlánP; 1º aprile 1963) è un'ex cestista cinese.

## Carriera
Con la Cina ha disputato i Giochi olimpici di Seul 1988 e due edizioni dei Campionati del mondo (1986, 1990).